# ATC代码 (V04)
ATC代码V04（诊断用药）是解剖学治疗学及化学分类系统的一个药物分组，这是由世界卫生组织药物统计方法整合中心所制定的药品及其它医用产品的官方分类系统。分组V04是V其它的一部分。
兽用代码（ATCvet码）可以在人用ATC代码前加Q字母：QV04等。没有相应人用ATC代码的ATCvet在以下列表中通过前置Q字母表示。
国家ATC分类可能包括列表中没有的其它分类，列表为世界卫生组织（WHO）版本。

## V04B尿检测（Urine tests）
空组

## V04C 其它诊断用药（Other diagnostic agents）

### V04CA糖尿病检测（Tests for diabetes）
V04CA01 甲苯磺丁脲（Tolbutamide）
V04CA02 葡萄糖（Glucose）

### V04CB脂肪吸收的检测（Tests for fat absorption）
V04CB01 维生素A浓缩液（Vitamin A concentrates）

### V04CC胆管检测（Tests for bile duct patency）
V04CC01 山梨醇（Sorbitol）
V04CC02 硫酸镁（Magnesium sulfate）
V04CC03 辛卡利特（Sincalide）
V04CC04 蓝肽（Ceruletide）

### V04CD垂体功能检测（Tests for pituitary function）
V04CD01 美替拉酮（Metyrapone）
V04CD03 舍莫瑞林（Sermorelin）
V04CD04 可的瑞林（Corticorelin）
V04CD05 生长释素（Somatorelin）

### V04CE肝功能检测（Tests for liver functional capacity）
V04CE01 钆乳糖（Galactose）
V04CE02 磺溴酞（Sulfobromophthalein）

### V04CF结核诊断药（Tuberculosis diagnostics）
V04CF01 结核菌素（Tuberculin）

### V04CG 胃液分泌检测（Tests for gastric secretion）
V04CG01 阳离子交换树脂（Cation exchange resins）
V04CG02 倍他唑（Betazole）
V04CG03 磷酸组胺（Histamine phosphate）
V04CG04 五肽胃泌素（Pentagastrin）
V04CG05 亚甲蓝（Methylthioninium chloride）
V04CG30 咖啡因和苯甲酸钠（Caffeine and sodium benzoate）

### V04CH肾功能检测（Tests for renal function）
V04CH01 菊粉和其它多果聚糖类（Inulin and other polyfructosans）
V04CH02 靛卡红（Indigo carmine）
V04CH03 酚磺酞（Phenolsulfonphthalein）
V04CH04 阿沙克肽（Alsactide）
V04CH30 氨马尿酸（Aminohippuric acid）

### V04CJ甲状腺功能检测（Tests for thyreoidea function）
V04CJ01 促甲状腺素（Thyrotropin）
V04CJ02 普罗瑞林（Protirelin）

### V04CK胰腺功能检测（Tests for pancreatic function）
V04CK01 胰泌素（Secretin）
V04CK02 促胰酶素（缩胆囊素）（Pancreozymin (cholecystokinin)）
V04CK03 苯替酪胺（Bentiromide）

### QV04CV呼吸功能检测（Tests for respiratory function）
QV04CV01 洛贝林（Lobeline）

### V04CM生育障碍检测（Tests for fertility disturbances）
V04CM01 戈那瑞林（Gonadorelin）